# Île Nelson (Égypte)
Pour les articles homonymes, voir Île Nelson.
L'île Nelson, en anglais Nelson Island, est une île d'Égypte située en mer Méditerranée, au large d'Aboukir. Elle fut baptisée ainsi en l'honneur d'Horatio Nelson, le célèbre amiral britannique, vainqueur de la bataille d'Aboukir en 1798. Elle est fréquentée par les familles locales, le port d'Aboukir étant à 4 km.

## Géographie
L'île Nelson est située en Égypte, entre la baie d'Aboukir au sud et le reste de la mer Méditerranée au nord. C'est une île déserte où se trouvent des tombes britanniques datant des guerres napoléoniennes.

## Histoire
À la suite d'une catastrophe naturelle, au VIIIe siècle, les deux cités antiques d'Héracléion et Canope, ont été englouties dans la baie d’Aboukir, non loin de l'île Nelson.
En 2019, les fouilles d’archéologie sous-marine dirigées par Franck Goddio ont révélé la présence de nouveaux vestiges antiques. Sur le site de Thônis-Héracléion, découvert en 2001, des restes du temple égyptien principal de la cité, et une tholos, temple grec de forme circulaire. D’après les archéologues de l’institut européen d'archéologie sous-marine, ces bâtiments, datant de la XXXe dynastie égyptienne, se sont enfoncés dans la vase de 2 anciens canaux du Nil, ce qui a permis leur conservation durant plus de 2000 ans. 
Au sud d’Héracléion, sur le site de la cité Canope, découvert en 1999, les fouilles ont révélé des vestiges romains, dont la fonction n’a pas encore été identifiée, ainsi que des bains publics. Les premiers travaux des chercheurs montrent que la cité a été occupée, du VIe siècle av. J.-C. au VIIIe siècle après J.-C., notamment grâce aux bijoux byzantins et pièces d’or islamiques retrouvés dans les fouilles.
En 2000, l'archéologue italien Paolo Gallo a découvert une série de tombes sur l'île. Les recherches, en collaboration avec l'historien britannique Nick Slope de la Nelson Society, ont déterminé que les tombes datent de la bataille d'Aboukir, de 1798, et du siège d'Aboukir en 1801. Les restes d'officiers britanniques, de marins, de soldats, de leurs femmes et enfants ont été exhumés et enterrés dans un cimetière britannique d'Alexandrie.